# Willersinnsche Grube bei Dietzenbach
Das Naturschutzgebiet Willersinn’sche Grube bei Dietzenbach (NSG-Kennung 1438013) liegt im hessischen Landkreis Offenbach. Es umfasst einen 15,15 Hektar großen Waldbestand im Stadtgebiet von Dietzenbach.

## Gebietsbeschreibung
Das Naturschutzgebiet liegt in einem größeren, forstwirtschaftlich geprägten Bereich nordöstlich von Dietzenbach und grenzt an das Regenrückhaltebecken im Stadtteil Steinberg. Im Westen liegt der Gewerbepark Dietzenbach-Ost. Weitere umgebende Bereiche befinden sich im großflächigen Landschaftsschutzgebiet Landkreis Offenbach.
Die Willersinn’sche Grube bei Dietzenbach ist eine ehemalige Kiesabbaustätte. Sie ist benannt nach den Gebrüder Willersinn, die dort in den 1950er-Jahren Flugsand abbauten. Bis 1980 wurde großflächig Sand gewerblich abgebaut. Der nördliche Teil der Grube wurde anschließend verfüllt; der verbliebene offene Teil weist steil abfallende Böschungen aus. Eine Untersuchung dokumentiert mit 185 Arten die größte floristische und faunistische Artenvielfalt auf der Gemarkungsfläche Dietzenbach. Das gesamte Gebiet ist heute bewaldet, und ehemalige Brutvögel wie Heidelerche und Brachpieper sind dort nicht mehr anzutreffen.

## Schutzzweck
Zweck der NSG-Ausweisung ist die Sicherung ungestörter Sukzessionsabläufe in der ehemaligen Sandgrube, damit wertvolle Lebensräume für die Tier- und Pflanzenwelt erhalten oder neu entstehen können. Nach dem Abbau pleistozäner Flugsande durch die Gebrüder Willersinn in den 1950er-Jahren, der anschließenden Nutzung der Sandgrube als Deponie und der Nutzungsaufgabe Anfang der 1980er-Jahre haben zahlreiche Pflanzenarten, hauptsächlich Pionierpflanzen, die wechselnden Substrate aus Sand, Ton und Lockergestein eingenommen. Eine Untersuchung dokumentiert mit 185 Arten die größte floristische und faunistische Artenvielfalt auf der Gemarkungsfläche Dietzenbach. Allerdings wurden standortfremde Laubbäume gepflanzt, deren Bestände sich nachteilig auswirken und die Sukzessionsflächen beeinträchtigen.